# Maks Kraczkowski
Maks Kraczkowski (ur. 9 marca 1979 w Warszawie) – polski polityk, przedsiębiorca i menedżer, poseł na Sejm V, VI, VII i VIII kadencji.

## Życiorys
Egzamin maturalny zdał w wieku 16 lat. W 2000 ukończył studia prawnicze na Wydziale Prawa i Administracji Uniwersytetu Warszawskiego. Uzyskał dyplom Executive MBA w Wyższej Szkole Menedżerskiej w Warszawie oraz ukończył Advanced Management Program 194 w Harvard Business School.
Od 2001 związany z Prawem i Sprawiedliwością. W 2002 powołał młodzieżówkę tej partii Forum Młodych PiS, której do 2005 przewodniczył. W latach 2006–2010 pełnił funkcję sekretarza rady politycznej PiS. Objął stanowisko prezesa zarządu okręgowego partii w Pile.
W wyborach w 2001 bezskutecznie kandydował do Sejmu. W latach 2002–2005 był radnym Warszawy, przewodniczył komisji rewizyjnej Rady Miasta. W 2005 z listy PiS został wybrany na posła V kadencji w okręgu pilskim. Przewodniczył Podkomisji stałej ds. Trybunału Konstytucyjnego. Od czerwca 2006 do końca kadencji pełnił także funkcję przewodniczącego sejmowej Komisji Gospodarki. W wyborach parlamentarnych w 2007 po raz drugi uzyskał mandat poselski, otrzymując 11 756 głosów. W Sejmie VI kadencji ponownie został wiceprzewodniczącym Komisji Gospodarki. W wyborach w 2011 został ponownie wybrany na posła na Sejm z ramienia PiS, otrzymując w okręgu pilskim 10 389 głosów. W 2015 z powodzeniem ubiegał się o poselską reelekcję (dostał 20 503 głosy). Z mandatu zrezygnował w 2016.
W latach 2016–2023 był wiceprezesem zarządu PKO BP. Odpowiadał za obszar bankowości międzynarodowej i transakcyjnej oraz współpracy z samorządami i agencjami rządowymi, później powierzono mu kwestie dotyczące obszaru rynku detalicznego i przedsiębiorstw oraz bankowości międzynarodowej. Powoływany na przewodniczącego rad nadzorczych PKO Życie Towarzystwo Ubezpieczeń, Kredobanku i PKO Leasing.